# Jota Gruis
Jota Gruis (ι Gruis, förkortat Jota Gru, ι Gru) som är stjärnans Bayerbeteckning, är en dubbelstjärna belägen i den östra delen av stjärnbilden Tranan. Den har en skenbar magnitud på 3,90 och är synlig för blotta ögat där ljusföroreningar ej förekommer. Baserat på parallaxmätning inom Hipparcosuppdraget på ca 17,8 mas, beräknas den befinna sig på ett avstånd på ca 183 ljusår (ca 56 parsek) från solen.

## Egenskaper
Primärstjärnan Jota Gruis A är en orange till röd jättestjärna av spektralklass K1 III. Den har en radie som är ca 12,4 gånger större än solens och utsänder från dess fotosfär ca 107 gånger mera energi än solen vid en effektiv temperatur av ca 4 900 K.
Jota Gruis är en enkelsidig spektroskopisk dubbelstjärna med en omloppsperiod på 409,6 dygn(1,121 år) och en excentricitet på 0,66. Den avger röntgenstrålning med ett energiflöde på 441,31 × 10-17 W/m2.